# Rigal Kalla
Rigal Kalla (auch: Rigal Kakay, Rougal Kakayi) ist ein Dorf im Arrondissement Zinder V der Stadt Zinder in Niger.

## Geographie
Das von einem traditionellen Ortsvorsteher (chef traditionnel) geleitete Dorf befindet sich südlich des Stadtzentrums im ländlichen Gemeindegebiet von Zinder, der Hauptstadt der gleichnamigen Region Zinder. Die Nachbardörfer von Rigal Kalla sind Delko im Nordwesten, Angoual Géré und Baban Tapki im Nordosten sowie – hinter den Weilern Garin Elh Oumarou und Madou Fari – Efadalan im Südosten.
Wie im gesamten Gemeindegebiet von Zinder herrscht das Klima der Sahelzone vor, mit einer durchschnittlichen jährlichen Niederschlagsmenge zwischen 300 und 400 mm.

## Geschichte
Amadou dan Ténimoun, der von 1893 bis 1899 regierende Sultan von Zinder, überließ dem Händler Malan Yaroh ein großes landwirtschaftliches Areal in Rigal Kalla. Malan Yaroh war ein bedeutender Akteur des Transsaharahandels gegen Ende des 19. Jahrhunderts. Auf dem von Sklaven bewirtschafteten Areal lebten etwa sechzig Rinderherden. Malan Yaroh ließ hier außerdem ein Depot für ausgewählte Handelswaren errichten.

## Bevölkerung
Bei der Volkszählung 2012 hatte Rigal Kalla 288 Einwohner, die in 47 Haushalten lebten. Bei der Volkszählung 2001 betrug die Einwohnerzahl 159 in 29 Haushalten und bei der Volkszählung 1988 belief sich die Einwohnerzahl auf 366 in 70 Haushalten.

## Wirtschaft und Infrastruktur
Es gibt eine Schule im Dorf.